# Antonio Cicu
Antonio Cicu (Sassari, 10 giugno 1879 – Bologna, 8 marzo 1962) è stato un giurista italiano, particolarmente noto per i suoi studi sul diritto di famiglia.

## Biografia
Nacque a Sassari da Gavino Cicu e Gavina Sanna e proprio nella città natale compì i suoi studi iscrivendosi presso la Facoltà di giurisprudenza dell'Università di Sassari dove si laureò nel 1901 con una tesi intitolata Gli automi nel diritto, pubblicata sul Filangieri nello stesso anno. Durante gli studi iniziò ad esercitare la professione presso lo zio paterno e successivamente presso uno studio specializzato in casi relativi a successioni ed eredità mentre dopo la laurea divenne professore reggente di diritto e legislazione rurale presso l'Istituto tecnico Angelo Secchi di Reggio Emilia (divenendo professore di ruolo nel 1904). Nel 1903 la sua università gli conferì la libera docenza in enciclopedia giuridica e istituzioni di diritto civile; in questo periodo pubblicò due importanti opere concernenti le obbligazioni intitolate: L'offerta al pubblico (1901), sull'allargamento dei rapporti obbligatori oltre la materia contrattuale, e Estinzione dei rapporti giuridici per confusione (1908).
Nel 1907 fu nominato straordinario di diritto civile presso l'Università di Camerino e poi nel 1911, presso lo stesso ateneo, divenne ordinario di istituzioni di diritto privato; contestualmente sempre nel 1911 fu nominato professore straordinario di diritto civile anche presso l'Università di Macerata mentre nel 1916 passò per concorso all'Università di Parma come professore ordinario di introduzione alle scienze giuridiche, istituzioni di diritto civile, procedura civile e ordinamento giudiziario, giungendo infine nel 1918 a tenere la cattedra di diritto civile presso l'Università di Bologna. Presso l'ateneo bolognese fu docente anche di diritto romano, diritto agrario, filosofia del diritto, teoria generale del diritto e materie giuridiche ed economiche; per questo motivo l'Alma Mater  gli ha dedicato la biblioteca giuridica di ateneo. Insegnò anche presso l'Università di Ferrara, sempre diritto civile, e presso l'Università Cattolica del Sacro Cuore di Milano, insegnando, diritto civile, diritto commerciale, diritto industriale, diritto agrario, diritto fallimentare, diritto internazionale ed esercitazioni di arte notarile. Fu inoltre socio dell'Accademia Nazionale dei Lincei (dal 1947), socio effettivo dell'Accademia Nazionale delle Scienze detta dei XL, socio corrispondente dell'Accademia di agricoltura di Bologna.
Nei suoi primi anni d'insegnamento Cicu si dedicò allo studio del diritto di famiglia, che tra il 1911 e il 1913 fu al centro dei suoi corsi di diritto civile. Proprio nel 1913 elaborò una prima sintesi teorica sul tema, Diritto di famiglia. Teoria generale, che vide una duplice comparazione tra diritto di famiglia con diritto pubblico e diritto privato che ne esaltò le somiglianze col primo e le differenze col secondo.
Morì a Bologna l'8 marzo 1962.